# Haikonsaari (ö i Birkaland)
Haikonsaari är en ö i Finland. Den ligger i sjön Nerkoonjärvi och i kommunen Kihniö i den ekonomiska regionen  Nordvästra Birkalands ekonomiska region  och landskapet Birkaland, i den sydvästra delen av landet, 240 km norr om huvudstaden Helsingfors. Öns area är 1,7 hektar och dess största längd är 250 meter i nord-sydlig riktning.